# Championnat du Koweït de football 1997-1998
Navigation
Saison précédente Saison suivante
La saison 1997-1998 du Championnat du Koweït de football est la trente-sixième édition du championnat de première division au Koweït. La Premier League regroupe les quatorze meilleurs clubs du pays, regroupés au sein d'une poule unique où ils s'affrontent deux fois au cours de la saison. À l'issue du championnat, il n'y a ni promotion, ni relégation.
C'est le club d'Al-Salmiya SC qui remporte le championnat après avoir terminé en tête du classement final, avec neuf points d'avance sur le Kazma Sporting Club et quatorze sur le Qadsia Sporting Club. C'est le 3e titre de champion du Koweït de l'histoire du club.

## Les clubs participants
| - Al Arabi Koweït - Al-Salmiya SC - Kazma Sporting Club - Al Nasr Koweït - Al Shabab Koweït - Solaybeekhat - Al Fehayheel | - Al Tadamon Farwaniya - Al Yarmouk - Al Jahra - Al Sahel - Khitan FC - Al Kuwait Kaifan - Qadsia Sporting Club - Promu de D2 |

## Compétition

### Première phase
Le barème utilisé pour établir le classement est le suivant :
- Victoire : 3 points
- Match nul : 1 point
- Défaite : 0 point

| Rang | Équipe                 | Pts | J  | G  | N  | P  | Bp | Bc | Diff |
| ---- | ---------------------- | --- | -- | -- | -- | -- | -- | -- | ---- |
| 1    | Al-Salmiya SC          | 64  | 26 | 20 | 4  | 2  | 65 | 18 | +47  |
| 2    | Kazma Sporting Club C  | 55  | 26 | 17 | 4  | 5  | 54 | 24 | +30  |
| 3    | Qadsia Sporting Club P | 50  | 26 | 15 | 5  | 6  | 39 | 20 | +19  |
| 4    | Al Nasr Koweït         | 45  | 26 | 14 | 3  | 9  | 39 | 33 | +6   |
| 5    | Al Tadamon Farwaniya   | 40  | 26 | 11 | 7  | 8  | 40 | 32 | +8   |
| 6    | Al Yarmouk             | 40  | 26 | 10 | 10 | 6  | 29 | 22 | +7   |
| 7    | Al Kuwait Kaifan       | 38  | 26 | 11 | 5  | 10 | 34 | 27 | +7   |
| 8    | Al Jahra               | 37  | 26 | 11 | 4  | 11 | 30 | 30 | 0    |
| 9    | Al Arabi Koweït T      | 35  | 26 | 9  | 8  | 9  | 40 | 28 | +12  |
| 10   | Khitan FC              | 31  | 26 | 8  | 7  | 11 | 34 | 43 | -9   |
| 11   | Al Sahel               | 22  | 26 | 5  | 7  | 14 | 32 | 55 | -23  |
| 12   | Al Fehayheel           | 22  | 26 | 6  | 4  | 16 | 24 | 54 | -30  |
| 13   | Solaybeekhat           | 20  | 26 | 5  | 5  | 16 | 23 | 53 | -30  |
| 14   | Al-Shabab Koweït       | 9   | 26 | 2  | 3  | 21 | 10 | 54 | -44  |

|  | Qualification pour la Coupe d'Asie des clubs champions 1998-1999 et la Coupe des clubs champions du golfe Persique 1999 |
|  | Qualification pour la Coupe des Coupes 1998-1999                                                                        |
|  | T : Tenant du titre C : Vainqueur de la Coupe du Koweït P : Promu de D2                                                 |

## Bilan de la saison
| Championnat du Koweït de football 1997-1998      |                          |
| Champion                                         | Al-Salmiya SC (3e titre) |
| Coupes et trophées                               |                          |
| Vainqueur de la Coupe du Koweït 1997-1998        | Kazma Sporting Club      |
| Qualifications continentales                     |                          |
| Coupe d'Asie des clubs champions 1998-1999       | Al-Salmiya SC            |
| Coupe des Coupes 1998-1999                       | Kazma Sporting Club      |
| Coupe des clubs champions du golfe Persique 1999 | Al-Salmiya SC            |
| Promotions et relégations                        |                          |
| Promus en Premier League                         | Aucun                    |
| Relégués en First Division                       | Aucun                    |